# Компромисс 1877 года

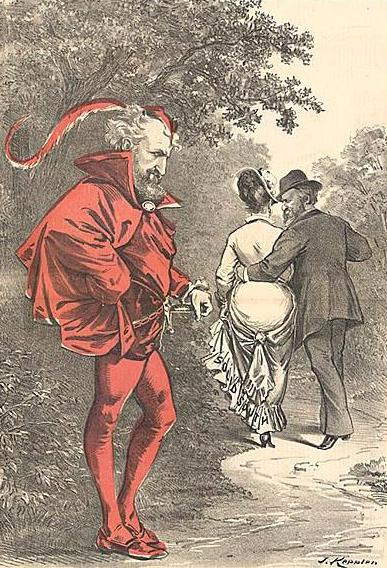
Политическая карикатура Джозефа Кепплера (Puck, 1877) изображает сенатора от Нью-Йорка Роскоу Конклинга в образе Мефистофеля, наблюдающего, как Ратерфорд Б. Хейс уходит с призом «Монолитного юга» в лице женщины. Подпись под заголовком цитирует Фауста Гёте: "Он часть той силы, что вечно хочет зла и вечно совершает благо.

Компромисс 1877 года (англ. Compromise of 1877) или Компромисс Тилдена—Хейса (англ. Tilden-Hayes Compromise) — предполагаемая неписаная политическая договорённость между лидерами Демократической и Республиканской партий США вскоре после спорных выборов 1876 года, положившая конец обструкции заверения результатов и угрозам политического насилия со стороны демократов в обмен на прекращение Реконструкции со стороны республиканцев.
На данный момент никаких письменных свидетельств существования сделки не обнаружено, из-за чего её детали являются предметом дебатов среди историков, но большинство из них сходятся во мнении, что федеральное правительство приняло политику снисходительности по отношению к южным штатам, чтобы обеспечить избрание республиканца Ратерфорда Хейса на пост президента. Существование неформального соглашения об обеспечении политической власти Хейса долгое время считалось частью американской истории. Термин компромисс 1877 года был введён историком Комером Ванном Вудвордом, который попытался сравнить сделку с Миссурийским компромиссом и Компромиссом 1850 года. Критика теории Вудворда со стороны других историков принимала различные формы: от прямого отрицания теории компромисса до недовольства его акцентом на определенных результатах компромисса.
В рамках компромисса демократы, контролирующие Палату представителей, завершили искусственное затягивание утверждения результатов выборов (обструкцию) и позволили решению Избирательной комиссии (временного органа, созданного Конгрессом для разрешения результатом выборов в спорных штатах, где на победу претендовали как демократы, так и республиканцы) об избрании Хейса вступить в силу, обеспечив его легитимность как президента. После этого начался вывод последних федеральных войск с юга Соединенных Штатов, что фактически положило конец эпохе Реконструкции и республиканским правительствам в штатах Южная Каролина, Флорида и Луизиана. Как только войска ушли, многие белые республиканцы тоже покинули штаты, что позволило демократам из фракции искупителей вернуться к власти. В результате некоторые чернокожие республиканцы почувствовали себя преданными, поскольку они потеряли свою политическую легитимность на Юге, которую защищали федеральные военные, и к 1905 году большинство афроамериканцев были фактически лишены избирательных прав во всех южных штатах путём принятия соответствующих законов.

## Теория Вудворда
Согласно теории компромисса Вудворда, южные демократы признали Хейса президентом, завершив обструкцию на выборах, при условии, что республиканцы выполнят определённые требования. Историк выделил пять пунктов компромисса, достигнутого федеральным правительством при администрации Хейса:
- Вывод всех оставшихся вооруженных сил США из бывших штатов Конфедерации[9] (в то время американские войска оставались только в Луизиане, Южной Каролине и Флориде, но Компромисс завершил их вывод из региона);
- Назначение по крайней мере одного представителя южных демократов в кабинет Хейса (Дэвид Кей[англ.] из Теннесси был назначен генеральным почтмейстером);
- Строительство ещё одной трансконтинентальной железной дороги через Техас до Тихого океана на юге в рамках «Плана Скотта», предложенного Томасом Скоттом[англ.], который инициировал переговоры, приведшие к окончательному компромиссу;
- Принятие законов об индустриализации юга и восстановлении его экономики после Гражданской войны и Реконструкции;
- Решение вопросов, связанных с афроамериканцами южанами без вмешательства северян.

Согласно теории, переговоры с южными демократами в результате неформального соглашения или просто заверений обеспечили прекращение обструкции в Конгрессе, грозившей затянуть разрешение спора за пределы дня инаугурации 1877 года, когда победить выборов должен был вступить в должность.

### Критика
Некоторые историки, такие как Аллан Пескин в своей книге «Был ли компромисс 1877 года?» 1973 года, утверждал, что как избрание Хейса, так и гарантии, данные южным демократам о предотвращении обструкции, вовсе не были компромиссом. Несмотря на то, что Пескин признал, что теория Вудворда стала практически общепринятой почти за четверть века с момента ее публикации, он утверждал, что три из пяти условий Вудворда для компромисса не были выполнены, а оставшиеся два не были осуществлены с целью обеспечения легитимности Хейса, так как политик ещё до выборов заявлял, что поддержит вывод федеральных войск с юга, а назначение представителя другой партии на государственную должность в те годы считалось нормой.
Кроме того, южная трансконтинентальная железная дорога так и не была построена, а законодательство об индустриализации юга не было принято. Также республиканская партия не оставляла попыток защитить права афроамериканцев на Юге по крайней мере до 1890 года, когда провалился законопроект Лоджа об избирательных правах.
По мнению Пескина Тилден не смог бы успешно оспорить результаты выборов, из-за чего отказ от обструкции являлся прагматичным признанием ограниченных переговорных возможностей, а не результатом компромисса.